# Krépenski
Krépenski (en ucraïnès: Крепенський, en rus Крепенский) és una vila, un possiólok de l'óblast de Luhansk a Ucraïna, situada actualment a zona ocupada República Popular de Luhansk de la Rússia. El 2019 tenia 6.774 habitants.